# Photostomias goodyeari
Photostomias goodyeari is een straalvinnige vissensoort uit de familie van Stomiidae. De wetenschappelijke naam van de soort is voor het eerst geldig gepubliceerd in 2005 door Kenaley & Hartel.